# Союз ТМА-18
Союз ТМА-18 е пилотиран космически кораб от модификацията „Союз ТМА“, полет 22S към МКС, 128-и полет по програма „Союз“. Чрез него е доставена в орбита двадесета и трета основна експедиция и е 56-и пилотиран полет към „МКС“.

## Екипаж

### При старта и при кацането

#### Основен
Двадесет и трета основна експедиция на МКС
- Александър Скворцов (1) – командир
- Михаил Корниенко (1) – бординженер-1
- Трейси Колдуел Дайсън (2) – бординженер-2

#### Дублиращ
- Александър Самокутяев – командир
- Андрей Борисенко – бординженер-1
- Скот Кели – бординженер-2

## Най-важното от мисията
На 22 декември, в 22:48 UTC корабът „Союз ТМА-17“ се скачва с МКС. Самото скачване е проведено в автоматичен режим, а процесът е контролиран от командира на кораба Олег Котов. „Союз ТМА-17“ е скачен към насоченият по направление на Земята скачващ възел на модулът Заря. В 00:30 минути на 23 декември е отворен люкът между кораба и станцията. Екипажът на „Союз ТМА-17“ се присъединява към двадесет и втора основна експедиция - Джефри Уилямс - командир и бординженер Максим Сураев.
На 14 януари 2010 г. е направено излизане в открития космос от Олег Котов и Максим Сураев. По време на излизането космонавтите привеждат в работно състояние скачващия възел на наскоро скачения към станцията руски модул Поиск. На 20 януари към този възел е престикован корабът Союз ТМА-16 (на Д. Уилямс и М. Сураев).
Союз ТМА-18 е изстрелян успешно на 2 април 2010 г. в 4:04 UTC от космодрума Байконур. Два дни по-късно се скачва успещно с МКС. Екипажът на кораба се присъединява към експедиция 23 на МКС. Космическият кораб „Союз ТМА-18“ заменя „Союз ТМА-16“ като спасителна капсула на станцията. По време на полета със станцията се скачват три товарни космически кораба „Прогрес М“ (05M, 06M и 07M), както и пилотираните мисии Союз ТМА-19 и полетите на космическите совалки STS-131 и STS-132.
Първоначално кацането е насрочено за 24 септември, но поради възникнали проблеми с херметичността то е отложено с 24 часа. На следващия ден неизправностите са отстранени и откачването, а по-късно и самото приземяване протичат без проблеми.
- Екипажът, сниман пред космически кораб
- Стартът на „Союз ТМА-18“
- Приближаването на „Союз ТМА-18“ до МКС
- Корабът е откачен от МКС
- Спускаемият апарат на „Союз ТМА-18“ малко преди да докосне земната повърхност
- Екипажът малко след приземяването